# WSOF 1
WSOF 1: Arlovski vs. Cole foi o primeiro evento de artes marciais mistas promovido pelo World Series of Fighting, ocorrido em 3 de Novembro de 2012 no Planet Hollywood Resort & Casino em Las Vegas, Nevada.

## Background
O evento passou por mudanças, após a confirmação do card oficial, como, por exemplo, Gesias Cavalcante que originalmente enfrentaria John Gunderson, mas enfrentou TJ O'Brien. Além disso, a luta entre Waylon Lowe e Fabio Mello foi descartada por razões desconhecidas.
A estrela de Kickboxing, Tyrone Spong, fez sua estréia em lutas de MMA neste evento.
O evento foi considerado um sucesso pela crítica especialista.